# Nacional Rubi
Nacional Rubi war ein spanischer Hersteller von Automobilen.

## Unternehmensgeschichte
Das Unternehmen aus Barcelona begann 1935 unter Leitung von Juan Aymerich mit der Produktion von Automobilen. Im gleichen Jahr endete die Produktion.

## Fahrzeuge
Das einzige Modell 3 HP war damals das kleinste Automobil auf dem spanischen Markt. Es bot Platz für eine Person. Für den Antrieb sorgte ein Vierzylindermotor mit 484 cm³ Hubraum.